# Beires
Beires – gmina w Hiszpanii, w prowincji Almería, w Andaluzji, o powierzchni 38,83 km². W 2011 roku gmina liczyła 111 mieszkańców.